# USNK
A USNK egy erdélyi magyar rapduó az X-Faktor nyolcadik évadának győztesei. A formáció tagjai a kolozsvári Filep Kund és Laskay Nimród, mindketten 1996-os születésűek.

## Története
Nevük a Unusual Suspectsből származik; ez volt az eredeti nevük, de mivel ezt már más együttes használta, a kezdőbetűit kiegészítették saját keresztnevük kezdőbetűjével.
A USNK rapduó a 2018-as X-Faktor során vált ismertté. A műsor alatt ByeAlex mentoráltjaiként több dalt is kiadtak, amelyek közül a leghíresebb a Posztolj című szám lett. Az X-Faktor győzelmet követően különdíjként megkapták a lehetőséget, hogy felléphetnek a 2019-es Sziget Fesztiválon.
2018. december 3-án bejelentették, hogy bejutottak a Duna eurovíziós dalválasztó műsorába, A Dal 2019-be, a Posztolj! című dalukkal, melyet ByeAlex és Somogyvári Dániel szerzett nekik.

## Diszkográfia

### EP-k
| Év   | Cím                                      | Legmagasabb helyezés                   | Minősítés |
| Év   | Cím                                      | MAHASZ Top 40 album- és válogatáslemez | Minősítés |
| ---- | ---------------------------------------- | -------------------------------------- | --------- |
| 2019 | Variety - Megjelenés: 2019. december 14. | –                                      |           |

### Kislemezek
| Év   | Dal                 | Legmagasabb helyezés | Legmagasabb helyezés | Legmagasabb helyezés | Legmagasabb helyezés | Legmagasabb helyezés  | Legmagasabb helyezés | Album                  |
| Év   | Dal                 | Mahasz               | Mahasz               | Mahasz               | Mahasz               | Mahasz                | Mahasz               | Album                  |
| Év   | Dal                 | Rádiós Top 40        | Editors' Choice      | Magyar Rádiós Top 40 | Dance Top 40         | Single (track) Top 40 | Stream Top 40        | Album                  |
| ---- | ------------------- | -------------------- | -------------------- | -------------------- | -------------------- | --------------------- | -------------------- | ---------------------- |
| 2018 | Posztolj            | -                    | -                    | -                    | -                    | 6                     | 7                    | Nem jelent meg albumon |
| 2018 | Fogyaszd el         | -                    | -                    | -                    | -                    | 18                    | 37                   | Nem jelent meg albumon |
| 2018 | #tevagya            | -                    | -                    | -                    | -                    | 5                     | 39                   | Nem jelent meg albumon |
| 2018 | Széééééétcsaptam    | -                    | -                    | -                    | -                    | 5                     | 32                   | Nem jelent meg albumon |
| 2018 | STOM                | -                    | -                    | -                    | -                    | 37                    | -                    | Nem jelent meg albumon |
| 2019 | parihardkor         | -                    | -                    | -                    | -                    | -                     | -                    | Nem jelent meg albumon |
| 2019 | Idő (az AWS-sel)    | -                    | -                    | -                    | -                    | -                     | -                    | Nem jelent meg albumon |
| 2019 | Nem bízom           | -                    | -                    | -                    | -                    | 20                    | -                    | Nem jelent meg albumon |
| 2019 | thezone             | -                    | -                    | -                    | -                    | -                     | -                    | Variety                |
| 2020 | FENDI               | -                    | -                    | -                    | -                    | -                     | -                    | Nem jelent meg albumon |
| 2024 | Nem gondoltam volna | -                    | -                    | -                    | -                    | -                     |                      | Nem jelent meg albumon |

### Közreműködések
| Év   | Dal                                                             | Legmagasabb helyezés | Legmagasabb helyezés | Legmagasabb helyezés | Legmagasabb helyezés | Legmagasabb helyezés  | Legmagasabb helyezés | Album |
| Év   | Dal                                                             | Mahasz               | Mahasz               | Mahasz               | Mahasz               | Mahasz                | Mahasz               | Album |
| Év   | Dal                                                             | Rádiós Top 40        | Editors' Choice      | Magyar Rádiós Top 40 | Dance Top 40         | Single (track) Top 40 | Stream Top 40        | Album |
| ---- | --------------------------------------------------------------- | -------------------- | -------------------- | -------------------- | -------------------- | --------------------- | -------------------- | ----- |
| 2020 | Emlékszem (…vagy) (ByeAlex és a Slepp dal, közreműködik a USNK) | -                    | -                    | -                    | -                    | -                     | -                    | Rehab |

## Díjak, elismerések
- X-faktor - Győztes (2018)
- A Dal 2019 - A legjobb akusztikus változat (2019)